# Корнеевский сельсовет (Башкортостан)
Корнеевский сельсовет — муниципальное образование в Мелеузовском районе Башкортостана.
Административный центр — деревня Корнеевка.

## История
Согласно Закону о границах, статусе и административных центрах муниципальных образований в Республике Башкортостан имеет статус сельского поселения.

## Население
| 2002  | 2009  | 2010  | 2012  | 2013  | 2014  | 2015  |
| ----- | ----- | ----- | ----- | ----- | ----- | ----- |
| 1831  | ↗2144 | ↘2032 | ↘1949 | ↘1892 | ↘1834 | ↘1779 |
| 2016  | 2017  | 2018  |       |       |       |       |
| ↗1789 | ↘1744 | ↘1689 |       |       |       |       |

## Состав сельского поселения
| № | Населённый пункт | Тип населённого пункта          | Население |
| - | ---------------- | ------------------------------- | --------- |
| 1 | Корнеевка        | деревня, административный центр | ↗1018     |
| 2 | Даниловка        | деревня                         | ↘420      |
| 3 | Сухаревка        | деревня                         | ↘239      |
| 4 | Давлеткулово     | деревня                         | ↘145      |
| 5 | Покровка         | деревня                         | ↘128      |
| 6 | Тихоновка        | деревня                         | ↗59       |
| 7 | Новая Слободка   | деревня                         | ↘14       |
| 8 | Ромадановка      | деревня                         | ↘9        |
| 9 | Тавлинка         | деревня                         | →0        |

В 1979 году из сельсовета была исключена выселенная деревня Карайсы.
В 1979 году в состав деревни Даниловка вошли деревни Краснояр (ул. Красноярская), Потешкино (ул. Речная).
В 1979 году в состав деревни Корнеевка вошла деревня Бобринка (ул. Братьев Лукъянцевых).
В 1987 году из сельсовета была исключена исключена выселенная деревня Крадено-Михайловка.

## Известные уроженцы
- Залыгин, Сергей Павлович (23 ноября 1913 — 19 апреля 2000) — русский советский писатель, главный редактор журнала «Новый мир» (1986—1998), Герой Социалистического Труда (1988), академик РАН (1991)[16][17].
- Исангулова, Гульсум Сабировна (род. 10 июня 1938) — актриса Татарского государственного Академического театра им. Г. Камала, Заслуженная артистка ТАССР (1974), Народная артистка ТАССР (1988), Народная артистка Республики Башкортостан (1996)[18].
- Кузнецов, Григорий Тимофеевич (1 января 1916 — 13 февраля 1947) — участник советско-финской войны и Великой Отечественной войны, сержант, полный Кавалер ордена Славы[19].
- Милосердов, Пётр Григорьевич (1922 — 21 сентября 1944, Румыния) — участник Великой Отечественной войны, младший лейтенант, командир взвода 737-го стрелкового полка.
- Рафиков, Булат Загреевич (4 августа 1934 — 26 апреля 1998) — башкирский писатель, член Союза писателей Башкирской АССР (1978), Заслуженный работник культуры Башкирской АССР (1984), лауреат Государственной премии БАССР им. Салавата Юлаева (1990)[20].
- Юсупов, Гайса Галиакберович (21 мая 1905 — 19 августа 1941) — советский башкирский поэт и военный врач[21].
- Шакшин, Анатолий Дмитриевич (13 января 1929 — 22 ноября 2010) — советский нефтяник, бригадир бурильщиков, Герой Социалистического Труда (1966), Лауреаты Государственной премии СССР#1980 (1980)[22].